# Malesherbes (Loiret)
Malesherbes és un municipi francès, situat al departament del Loiret i a la regió de Centre – Vall del Loira. L'any 2007 tenia 6.015 habitants.

## Demografia

### Població
El 2007 la població de fet de Malesherbes era de 6.015 persones. Hi havia 2.449 famílies, de les quals 777 eren unipersonals (368 homes vivint sols i 409 dones vivint soles), 683 parelles sense fills, 761 parelles amb fills i 228 famílies monoparentals amb fills.
La població ha evolucionat segons el següent gràfic:
Habitants censats

### Habitatges
El 2007 hi havia 2.763 habitatges, 2.502 eren l'habitatge principal de la família, 91 eren segones residències i 170 estaven desocupats. 1.693 eren cases i 1.057 eren apartaments. Dels 2.502 habitatges principals, 1.433 estaven ocupats pels seus propietaris, 1.023 estaven llogats i ocupats pels llogaters i 46 estaven cedits a títol gratuït; 83 tenien una cambra, 346 en tenien dues, 607 en tenien tres, 647 en tenien quatre i 819 en tenien cinc o més. 1.550 habitatges disposaven pel capbaix d'una plaça de pàrquing. A 1.305 habitatges hi havia un automòbil i a 777 n'hi havia dos o més.

### Piràmide de població
La piràmide de població per edats i sexe el 2009 era:
| Homes | Edats   | Dones |
| ----- | ------- | ----- |
| 4     | 95 o +  | 12    |
| 8     | 90 a 94 | 32    |
| 40    | 85 a 89 | 76    |
| 24    | 80 a 84 | 48    |
| 88    | 75 a 79 | 128   |
| 88    | 70 a 74 | 116   |
| 72    | 65 a 69 | 92    |
| 116   | 60 a 64 | 100   |
| 148   | 55 a 59 | 140   |
| 184   | 50 a 54 | 196   |
| 224   | 45 a 49 | 188   |
| 200   | 40 a 44 | 200   |
| 216   | 35 a 39 | 252   |
| 256   | 30 a 34 | 236   |
| 268   | 25 a 29 | 224   |
| 176   | 20 a 24 | 160   |
| 264   | 15 a 19 | 224   |
| 248   | 10 a 14 | 216   |
| 140   | 5 a 9   | 232   |
| 196   | 0 a 4   | 168   |

## Economia
El 2007 la població en edat de treballar era de 3.960 persones, 2.963 eren actives i 997 eren inactives. De les 2.963 persones actives 2.632 estaven ocupades (1.445 homes i 1.187 dones) i 332 estaven aturades (145 homes i 187 dones). De les 997 persones inactives 321 estaven jubilades, 302 estaven estudiant i 374 estaven classificades com a «altres inactius».

### Ingressos
El 2009 a Malesherbes hi havia 2.523 unitats fiscals que integraven 6.163,5 persones, la mediana anual d'ingressos fiscals per persona era de 17.835 €.

### Activitats econòmiques
Dels 277 establiments que hi havia el 2007, 5 eren d'empreses alimentàries, 1 d'una empresa de fabricació de material elèctric, 29 d'empreses de fabricació d'altres productes industrials, 19 d'empreses de construcció, 65 d'empreses de comerç i reparació d'automòbils, 16 d'empreses de transport, 25 d'empreses d'hostatgeria i restauració, 4 d'empreses d'informació i comunicació, 18 d'empreses financeres, 15 d'empreses immobiliàries, 33 d'empreses de serveis, 28 d'entitats de l'administració pública i 19 d'empreses classificades com a «altres activitats de serveis».
Dels 76 establiments de servei als particulars que hi havia el 2009, 1 era una oficina d'administració d'Hisenda pública, 1 gendarmeria, 1 oficina de correu, 7 oficines bancàries, 1 funerària, 7 tallers de reparació d'automòbils i de material agrícola, 1 taller d'inspecció tècnica de vehicles, 2 autoescoles, 3 paletes, 4 guixaires pintors, 1 fusteria, 3 lampisteries, 4 electricistes, 9 perruqueries, 1 veterinari, 5 agències de treball temporal, 12 restaurants, 8 agències immobiliàries, 3 tintoreries i 2 salons de bellesa.
Dels 25 establiments comercials que hi havia el 2009, 4 eren supermercats, 1 un supermercat, 2 botiges de menys de 120 m², 2 fleques, 3 carnisseries, 1 una peixateria, 4 botigues de roba, 2 botigues d'equipament de la llar, 1 una sabateria, 1 una botiga de material de revestiment de parets i terra, 1 un drogueria, 1 una perfumeria i 2 floristeries.
L'any 2000 a Malesherbes hi havia 6 explotacions agrícoles.

## Equipaments sanitaris i escolars
El 2009 hi havia 3 farmàcies i 1 ambulància.
El 2009 hi havia 2 escoles maternals i 3 escoles elementals. Malesherbes disposava d'un col·legi d'educació secundària amb 463 alumnes.

## Poblacions més properes
El següent diagrama mostra les poblacions més properes.